# Olympiakos Syndesmos Filathlōn Peiraiōs 2011-2012 (pallacanestro maschile)
Questa voce raccoglie le informazioni riguardanti l'Olympiakos B.C. nelle competizioni ufficiali della stagione 2011-2012.

## Stagione
La stagione 2011-2012 dell'Olympiakos è la 58ª nel massimo campionato greco di pallacanestro, l'A1 Ethniki.

## Roster
Aggiornato al 2 agosto 2019.
| Olympiakos 2011-12 | Olympiakos 2011-12 |
| Giocatori          | Staff tecnico      |
| ------------------ | ------------------ |

| N. | Naz.                          | Ruolo | Nome                    | Anno | Alt.   | Peso   |  |
| -- | ----------------------------- | ----- | ----------------------- | ---- | ------ | ------ |  |
| 4  | Stati Uniti (bandiera)        | C     | Kyle Hines              | 1986 | 198 cm | 111 kg |  |
| 5  | Stati Uniti (bandiera)        | P     | Kalin Lucas             | 1989 | 185 cm | 88 kg  |  |
| 6  | Macedonia del Nord (bandiera) | AG    | Pero Antić              | 1982 | 210 cm | 118 kg |  |
| 7  | Grecia (bandiera)             | PG    | Vasilīs Spanoulīs (C)   | 1982 | 193 cm | 89 kg  |  |
| 8  | Grecia (bandiera)             | AP    | Panagiōtīs Vasilopoulos | 1984 | 202 cm | 107 kg |  |
| 9  | Stati Uniti (bandiera)        | A     | Matt Howard             | 1989 | 203 cm | 104 kg |  |
| 9  | Stati Uniti (bandiera)        | AC    | Joey Dorsey             | 1991 | 203 cm | 120 kg |  |
| 10 | Serbia (bandiera)             | AP    | Marko Kešelj            | 1988 | 208 cm | 94 kg  |  |
| 11 | Grecia (bandiera)             | AP    | Michalīs Pelekanos      | 1981 | 198 cm | 100 kg |  |
| 12 | Grecia (bandiera)             | C     | Lazaros Papadopoulos    | 1980 | 210 cm | 127 kg |  |
| 13 | Lituania (bandiera)           | G     | Martynas Gecevičius     | 1988 | 193 cm | 93 kg  |  |
| 14 | Grecia (bandiera)             | C     | Andreas Glyniadakīs     | 1981 | 216 cm | 127 kg |  |
| 15 | Grecia (bandiera)             | A     | Giōrgos Printezīs       | 1985 | 205 cm | 105 kg |  |
| 16 | Grecia (bandiera)             | AP    | Kōstas Papanikolaou     | 1990 | 204 cm | 107 kg |  |
| 17 | Grecia (bandiera)             | G     | Vaggelīs Mantzarīs      | 1990 | 196 cm | 88 kg  |  |
| 18 | Grecia (bandiera)             | P     | Kōstas Sloukas          | 1990 | 190 cm | 84 kg  |  |
| 19 | Grecia (bandiera)             | PG    | Dīmītrīs Katsivelīs     | 1991 | 197 cm | 89 kg  |  |
| 55 | Stati Uniti (bandiera)        | P     | Acie Law                | 1985 | 191 cm | 88 kg  |  |

| Allenatore                                                                                     |
| - Dušan Ivković                                                                                |
| Assistente/i                                                                                   |
| - Vaggelīs Aggelou - / Milan Tomić Legenda - (C) Capitano - (IN) Inattivo - Infortunato Roster |

## Mercato

### Sessione estiva
| Acquisti | Acquisti             | Acquisti             | Acquisti   | Acquisti |
| R.       | Nome                 | da                   | Modalità   |          |
| -------- | -------------------- | -------------------- | ---------- | -------- |
| PG       | Kalin Lucas          | MSU Spartans         | definitivo |          |
| AG       | Pero Antić           | Sptk. S. Pietroburgo | definitivo |          |
| C        | Lazaros Papadopoulos | Chimki               | definitivo |          |
| C        | Kyle Hines           | Bamberger            | definitivo |          |
| G        | Martynas Gecevičius  | Lietuvos rytas       | definitivo |          |
| A        | Matt Howard          | Butler Bulldogs      | definitivo |          |
| G        | Vaggelīs Mantzarīs   | Peristeri            | definitivo |          |
| P        | Kōstas Sloukas       | Aris Salonicco       | definitivo |          |

| Cessioni | Cessioni              | Cessioni             | Cessioni       | Cessioni |
| R.       | Nome                  | a                    | Modalità       |          |
| -------- | --------------------- | -------------------- | -------------- | -------- |
| P        | Theodōros Papaloukas  | Maccabi Tel Aviv     | fine contratto |          |
| C        | Iōannīs Mpourousīs    | Olimpia Milano       | fine contratto |          |
| AC       | Matt Nielsen          | Chimki               | fine contratto |          |
| C        | Radoslav Nesterovič   |                      | ritirato       |          |
| P        | Miloš Teodosić        | CSKA Mosca           | fine contratto |          |
| C        | Loukas Maurokefalidīs | Sptk. S. Pietroburgo | fine contratto |          |
| G        | Yotam Halperin        | Sptk. S. Pietroburgo | fine contratto |          |
| AG       | Zoran Erceg           | Beşiktaş             | fine contratto |          |
| G        | Jamon Gordon          | Galatasaray          | fine contratto |          |

### Dopo l'inizio della stagione
| Acquisti | Acquisti    | Acquisti       | Acquisti        | Acquisti   |
| R.       | Nome        | da             | Data            | Modalità   |
| -------- | ----------- | -------------- | --------------- | ---------- |
| AC       | Joey Dorsey | Saski Baskonia | 11 gennaio 2012 | definitivo |
| P        | Acie Law    | Partizan       | 18 gennaio 2012 | definitivo |

| Cessioni | Cessioni    | Cessioni        | Cessioni       | Cessioni    |
| R.       | Nome        | a               | Data           | Modalità    |
| -------- | ----------- | --------------- | -------------- | ----------- |
| P        | Kalin Lucas | Bandırma Banvit | 4 gennaio 2012 | rescissione |
| A        | Matt Howard | R. Ludwigsburg  | febbraio 2012  | rescissione |